# Bryce Robinson
Bryce Robinson (Albuquerque, 16 dicembre 1999) è un ex attore bambino statunitense.

## Biografia
Ha esordito nel 2006 recitando in un episodio di Grey's Anatomy all'età di 7 anni, a cui sono seguite altre parti da guest star in numerose serie televisive. È approdato al cinema due anni più tardi, con piccoli ruoli in film come Io & Marley, seguiti da uno più rilevante in Appuntamento con l'amore, dove ha interpretato uno dei protagonisti, il piccolo Edison. Nel 2010 suo fratello minore Thomas l'ha seguito nella recitazione e Bryce si è concesso una pausa, interrotta nel 2013, per poi ritirarsi definitivamente l'anno successivo.

## Filmografia

### Cinema
- Tutti insieme inevitabilmente (Four Christmases), regia di Seth Gordon (2008)
- Io & Marley (Marley & Me), regia di David Frankel (2008)
- Appuntamento con l'amore (Valentine's Day), regia di Garry Marshall (2010)
- Due cuori e una provetta (The Switch), regia di Will Speck e Josh Gordon (2010)

### Televisione
- Grey's Anatomy – serie TV, episodio 2x23 (2006)
- Senza traccia (Without a Trace) – serie TV, episodio 5x01 (2006)
- Detective Monk (Monk) – serie TV, episodio 5x09 (2006)
- MADtv – programma TV, 1 puntata (2006)
- Medium – serie TV, episodio 3x10 (2007)
- The Unit – serie TV, episodio 2x16 (2007)
- October Road – serie TV, 4 episodi (2007-2008)
- Dexter – serie TV, episodio 3x01 (2008)
- FlashForward – serie TV, episodio 1x01 (2009)
- Criminal Minds – serie TV, episodio 5x14 (2010)
- CSI - Scena del crimine (CSI: Crime Scene Investigation) – serie TV, episodio 11x04 (2010)